# Silvano Pietra
Silvano Pietra (lombardul: Silvän) település Olaszországban, Lombardia régióban, Pavia megyében. Lakosainak száma 632 fő (2023. január 1.). Silvano Pietra Cornale e Bastida, Casei Gerola, Corana, Mezzana Bigli, Sannazzaro de’ Burgondi és Voghera községekkel határos.

## Népesség
A település lakossága az elmúlt években az alábbi módon változott:
| Lakosok száma | 703  | 668  | 674  | 632  |
|               | 2008 | 2017 | 2018 | 2023 |